# 제주등줄쥐
제주등줄쥐(학명: Apodemus chejuensis)는 제주도에만 서식하는 붉은쥐의 일종이다. 1965년 등줄쥐의 아종으로 처음 기술되었다. 그러나 1992년 미토콘드리아 DNA 연구를 통해 별도의 종이라는 사실이 밝혀졌다.
제주등줄쥐는 제주에서 가장 흔히 볼 수 있는 포유류의 일종이다. 등쪽은 붉은빛의 갈색을 띤다.